# Coupe de la Ligue 2011/12
De Coupe de la Ligue 2011/12 was de 18de editie van dit Franse voetbalbekertoernooi. Het bekertoernooi wordt georganiseerd door de LFP, de betaaldvoetbalsectie van de Franse voetbalbond (FFF).
Aan het toernooi namen de 40 clubs uit de Ligue 1 en Ligue 2 deel en twee clubs uit de Championnat National (Olympique Nîmes en Vannes OC). Grenoble Foot 38 en RC Strasbourg, ook Championnat National deelnemers, verloren voor aanvang van het toernooi hun proflicentie en werd uitgesloten voor deelname.
Het bekertoernooi ving aan op 22 juli 2011 en eindigde op 14 april 2012 met de finale in het Stade de France te Saint-Denis. De titelhouder Olympique Marseille veroverde voor de derde keer oprij de beker door in de finale Olympique Lyon met 1-0, na verlenging, te verslaan.

## Eerste ronde
In de eerste ronde namen de 20 clubs uit de Ligue 2 en de twee clubs uit de Championnat National deel. De loting voor de eerste ronde vond plaats 24 juni. De wedstrijden werden op 22 en 23 juli (Sedan-Monaco) gespeeld.
| Thuisclub      | Uitslag | Uitclub          |
| -------------- | ------- | ---------------- |
| LB Châteauroux | *       | Grenoble Foot 38 |
| US Boulogne    | *       | RC Strasbourg    |
| Amiens SC      | 2-0     | Nîmes Olympique  |
| CS Sedan       | 4-1     | AS Monaco        |
| EA Guingamp    | 2-0     | Stade Lavallois  |
| FC Istres      | 3-2     | SC Bastia        |
| Le Havre AC    | 5-4 nv  | FC Metz          |
| Le Mans UC     | 1-0     | AC Arles-Avignon |
| RC Lens        | 3-0     | Clermont Foot    |
| Tours FC       | 2-1 nv  | Angers SCO       |
| Vannes OC      | 2-1 nv  | Troyes AC        |
| Stade de Reims | 0-1 nv  | FC Nantes        |

* LB Châteauroux - Grenoble Foot 38 en US Boulogne - RC Strasbourg werden niet gespeeld omdat Grenoble en Strasbourg hun proflicentie kwijtraakten en derhalve uitgesloten werden voor LFP wedstrijden.

## Tweede ronde
De tweede ronde was een tussenronde waarin de twaalf winnaars van de eerste ronde om zes plaatsen in de derde ronde speelden. De loting voor de tweede ronde vond ook plaats 24 juni. De wedstrijden werden op 9 augustus gespeeld.
| Thuisclub   | Uitslag | Uitclub        |
| ----------- | ------- | -------------- |
| Amiens SC   | 2-1     | Le Havre AC    |
| EA Guingamp | 2-0     | Vannes OC      |
| FC Nantes   | 1-0 nv  | LB Châteauroux |
| RC Lens     | 1-0     | Tours FC       |
| US Boulogne | 1-2     | CS Sedan       |
| FC Istres   | 0-2     | Le Mans UC     |

## Derde ronde
In de derde ronde namen de zes winnaars van de tweede ronde plus veertien clubs uit de Ligue 1. De wedstrijden werden op 30 en 31 augustus en 1 september gespeeld.
De instromende Ligue 1 clubs waren: AC Ajaccio, AJ Auxerre, AS Nancy, AS Saint-Étienne, Dijon FCO, Evian FC, FC Lorient, Girondins de Bordeaux, Montpellier HSC, OGC Nice, SM Caen, Stade Brestois, Toulouse FC en Valenciennes FC.
| Thuisclub        | Uitslag      | Uitclub               |
| ---------------- | ------------ | --------------------- |
| AS Saint-Étienne | 3-1          | Girondins de Bordeaux |
| CS Sedan         | 2-0          | Nantes                |
| Dijon FCO        | 3-2          | Valenciennes FC       |
| Le Mans UC       | 1-0          | AC Ajaccio            |
| Montpellier HSC  | 2-2 ns (4-3) | Amiens SC             |
| RC Lens          | 1-0          | Evian FC              |
| SM Caen          | 3-2          | Stade Brestois        |
| AS Nancy         | 1-2          | AJ Auxerre            |
| EA Guingamp      | 2-3 nv       | FC Lorient            |
| Toulouse FC      | 1-2          | OGC Nice              |

## Achtste finale
In de achtste finale speelden de tien winnaars uit de derde ronde plus de laatste zes clubs uit de Ligue 1. De wedstrijden werden op 25 en 26 oktober gespeeld.
De instromende Ligue 1 clubs waren: FC Sochaux, Lille OSC, Olympique Lyon, Olympique Marseille, Paris Saint-Germain, Stade Rennes.
| Thuisclub           | Uitslag      | Uitclub             |
| ------------------- | ------------ | ------------------- |
| Dijon FCO           | 3-2          | Paris Saint-Germain |
| Le Mans UC          | 0-0 ns (4-1) | Stade Rennes        |
| Lille OSC           | 3-1          | CS Sedan            |
| OGC Nice            | 2-1          | FC Sochaux          |
| Olympique Marseille | 4-0          | RC Lens             |
| Montpellier HSC     | 1-2          | FC Lorient          |
| AS Saint-Étienne    | 1-2          | Olympique Lyon      |
| AJ Auxerre          | 1-2 nv       | SM Caen             |

## Kwartfinale
De wedstrijden werden op 10 januari gespeeld.
| Thuisclub      | Uitslag      | Uitclub             |
| -------------- | ------------ | ------------------- |
| OGC Nice       | 3-3 ns (5-3) | Dijon FCO           |
| Olympique Lyon | 2-1          | Lille OSC           |
| Le Mans UC     | 0-1          | FC Lorient          |
| SM Caen        | 0-3          | Olympique Marseille |

## Halve finale
De wedstrijden werden op 31 januari en 1 februari gespeeld.
| Thuisclub           | Uitslag | Uitclub        |
| ------------------- | ------- | -------------- |
| FC Lorient          | 2-4 nv  | Olympique Lyon |
| Olympique Marseille | 2-1     | OGC Nice       |

## Finale
De finale vond plaats op 14 april 2012 in het Stade de France te Saint-Denis.
| Winnaar             | Uitslag | Finalist       |
| ------------------- | ------- | -------------- |
| Olympique Marseille | 1-0 nv  | Olympique Lyon |